# Til Evighet
Til Evighet es el primer álbum de estudio de la banda noruega de black metal Trelldom.

## Lista de canciones
1. "Endelís Vandring Gjennom Evighet"
2. "Fullmaanens Hemmelighet"
3. "Disappearing of the Burning Moon"
4. "Sannhet, Smerte Og Díd"
5. "Taake"
6. "Sunset"
7. "Chains of Solitude"
8. "Frosten Har Tint Mine Smerter "
9. "Til Evighet..."

- Datos: Q6146896